# Lac Kinojévis
Lac Kinojévis är en sjö i Kanada.   Den ligger i regionen Abitibi-Témiscamingue och provinsen Québec, i den sydöstra delen av landet, 400 km nordväst om huvudstaden Ottawa. Lac Kinojévis ligger 266 meter över havet.
I omgivningarna runt Lac Kinojévis växer i huvudsak blandskog. Trakten runt Lac Kinojévis är nära nog obefolkad, med mindre än två invånare per kvadratkilometer.